# 팸텍
팸텍(Pamtek Co. Ltd.)은 대한민국의 카메라모듈 검사장비 기업이다. 본사는 경기도 화성시 동탄면 동탄산단9길 9-22에 위치해 있다. 대표이사는 김재웅이다.

## 참고 문헌
1. ↑  이석영, 대신증권 Company Visit Report-팸텍, 2023년 6월 23일
2. ↑  김규상, 하나증권 기업분석_스몰캡_Report-팸텍, 2023년 12월 28일
3. ↑  기업탐방 팸텍, CCM 전방시장 다변화 주목...반도체 장비 육성중, 더뷰어스, 2024년 4월 23일